# Brothers (манга)
Brothers (яп. ブラザーズ Бурадза:су), сёнэн-манга, описывающая повседневную жизнь семьи школьников-тройняшек, родившихся в один день и потерявших мать, и пародирующая типичные школьные комедии. В манге иногда возникают неправдоподобные ситуации, абсурдность и надуманность которых подмечается самими персонажами, но несмотря на это манга достаточно реалистична. Автор иллюстраций — Садзима Сё, автор сюжета Эйдзи Оцука, издатель — компания Kadokawa Shoten.
Список томов:
- 01. Baby A Gogo
- 02. Jungle-Jungle
- 03. Something Wild
- 04. La . La . La

## Сюжет
Два 14-летних брата-двойняшки, Сампэй и Кёхэй, обладают совершенно противоположными характерами, но оба влюблены в свою 14-летнюю симпатичную сестру Анко. Втроём они живут в одном доме вместе с их эксцентричным отцом без матери, который знает о чувствах своих детей, и поэтому предупреждает сыновей о кровосмешении, предлагая им лучше заняться подготовкой к учёбе в университете, как и их сестра.
Вопрос о кровном родстве так и не разрешается, оставаясь открытым. Братья хотели бы, чтобы любимая ими Анко не была им сестрой, и у них есть причины так думать, но их отец постоянно отвергает все их подозрения. По его словам, все они — его родные дети от одной матери, которая умерла во время родов. Кроме того, позже они знакомятся со своим младшим родным братом от сестры их матери, живущей в Америке, который тоже сразу влюбился в свою сестру Анко и пообещал жениться на ней в будущем.

## Персонажи
- Анко — считается братьями младшей сестрой. Красивая и умная девушка с короткими чёрными волосами. Добрая, спокойная, заботливая со всеми людьми. Любит своих братьев, но из-за этого иногда избегает их. Но при этом всё-таки не может с ними расстаться и уехать в Америку, а остаётся вместе с ним.
- Сампэй (яп. 三平) — блондин, самый спокойный из братьев, не любит шума и суеты. Пользуется популярностью среди одноклассниц, но он их бросает из-за любви к сестре, боясь ей в этом признаться. При этом готов любой ценой защитить своих родных.
- Кёхэй — грубый бунтарь, который сначала ходит с отросшими чёрными волосами, но позже был острижен налысо учителем. В средней школе играл на гитаре в известной музыкальной группе, но во время драки на сцене выбил глаз другому музыканту. Группа распалась и Кёхей создал новую из своих одноклассников. Пропускает уроки ради своей группы, получая худшие оценки.